# Région Montagnes
Région Montagnes är sedan den 1 januari 2018 en av de fyra regionerna i kantonen Neuchâtel i Schweiz. Regionerna används endast för statistiska ändamål och vid val till kantonsparlamentet Grand Conseil. Région Montagnes omfattar samma område som de tidigare distrikten La Chaux-de-Fonds och Le Locle.

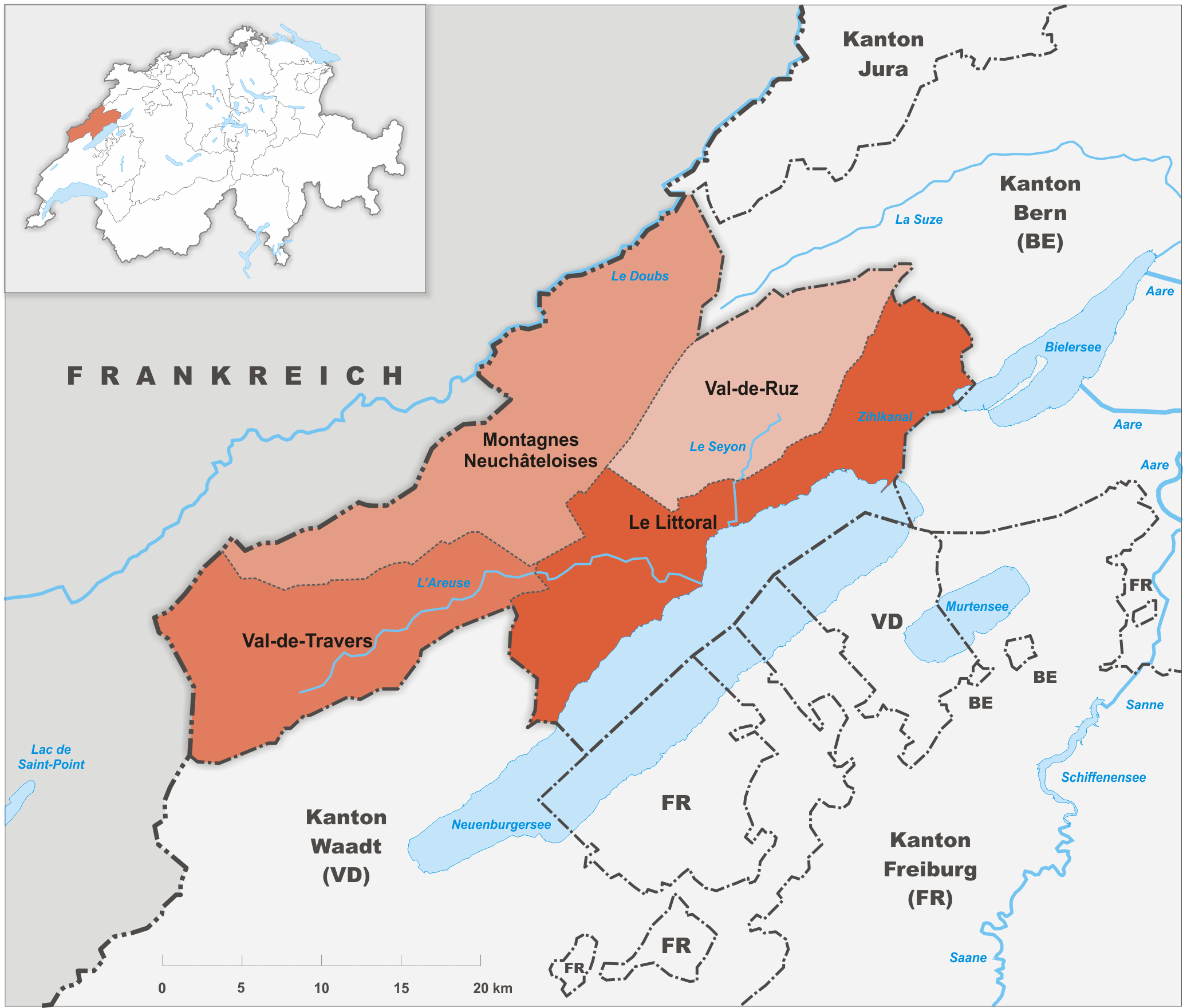
Neuchâtels regioner.

I regionen finns nio kommuner:
- Brot-Plamboz
- La Brévine
- La Chaux-de-Fonds
- La Chaux-du-Milieu
- La Sagne
- Le Cerneux-Péquignot
- Le Locle
- Les Planchettes
- Les Ponts-de-Martel